# Panlogizm
Panlogizm (gr. πᾶν, pan – wszystko; λογιζμος, logidzos – rozumowanie, rozum) – filozoficzna doktryna G.W.F. Hegla, głosząca tożsamość bytu i myślenia.
„Panlogizm” jest idealistyczną teorią rozwoju przyrody i społeczeństwa. Stanowi etap logicznego rozwoju myśli, a poszczególne zjawiska i zdarzenia są koniecznymi momentami tego rozwoju (przyrody i dziejów ludzkich) w procesie realizowania się absolutu. Władysław Tatarkiewicz pisze o panlogizmie Hegla:
„Wszystko w świecie jest konieczne, a jeśli nie zdajemy sobie z tego sprawy i musimy odwoływać się do doświadczenia, to tylko dlatego, że umysł nasz jest niedoskonały. Logicznie możliwe jest wszystko, co niesprzeczne...”.